# Bruce
Bruce je priimek več oseb:
- Catherine Wolfe Bruce, ameriška človekoljubka
- George McIllree Stanton Bruce, britanski general
- Ian Robert Crauford George Mary Bruce, britanski general
- John Geoffrey Bruce, britanski general
- John Bruce, britanski general
- Nigel Bruce, britanski igralec
- Robert Bruce, kralj Škotske